# Mundaring Weir
Mundaring Weir är en dammbyggnad i Australien. Den ligger i kommunen Mundaring och delstaten Western Australia, omkring 29 kilometer öster om delstatshuvudstaden Perth. Den ligger vid sjön Lake C Y O'Connor.
Närmaste större samhälle är Mundaring, nära Mundaring Weir.
I omgivningarna runt Mundaring Weir växer huvudsakligen savannskog. Runt Mundaring Weir är det ganska tätbefolkat, med 124 invånare per kvadratkilometer. Genomsnittlig årsnederbörd är 951 millimeter. Den regnigaste månaden är september, med i genomsnitt 168 mm nederbörd, och den torraste är februari, med 12 mm nederbörd.